# Língua ndam
Ndam, também chamada Dam ou Ndamm, é uma língua  Afro-asiáticas falada nas prefeituras do sudoeste Chade, Tandjilé e Lai. A maioria dos falantes geralmente pratica religiões tradicionais, Islamismo ou Cristianismo.
Existem dois dialetos, os do norte e do sul, respectivamente Ndam Dik e Ndam-Ndam.